# Kaimakli
Kaimakli (in greco Καϊμακλί? [kaimaˈkli]; in turco Kaymaklı o Büyük Kaymaklı [ˈbyjyc kajmakˈɫɯ]) è un grande sobborgo nord-orientale di Nicosia, a Cipro. Dal 1968, esso fa parte del Comune di Nicosia.
La sua popolazione nel 2011 era di 11.564 abitanti.

## Origini del nome
Il toponimo Kaimakli significa "con panna", e deriva dalla parola turca kaymak, il cui significato di base è "panna", specialmente "panna rappresa", e, per estensione, il meglio di qualcosa. Il termine si applica anche alla schiuma che si forma sulla superficie di una tazza di caffè turco. Rupert Gunnis afferma che il sobborgo prese il nome da una fattoria che produceva panna rappresa.

## Storia
Nel 19º e 20º secolo gli abitanti di Kaimakli erano famosi per le loro capacità costruttive e la loro dedizione al lavoro. Nel 1878, quando gli inglesi arrivarono, trovarono che i veneziani avevano deviato il fiume Pedieos a nord della città, ma il vecchio letto del fiume correva ancora attraverso il centro, creando una fogna a cielo aperto e una discarica di rifiuti, che a volte si riversava nelle strade circostanti. Nel 1881 il letto del fiume fu coperto, e il comune offrì la proprietà dell'area coperta a lavoratori disposti a eseguire il lavoro. Gran parte del lavoro fu fatto da costruttori di Kaimakli che costruirono così Hermes Street. Molti dei negozi costruiti furono poi dati agli operai come ricompensa per il loro lavoro.
La ferrovia governativa cipriota (Sezione 1) fu costruita nel 1905 e la linea passò attraverso Kaimakli dirigendosi poi verso Nicosia. Nel 1909 all'angolo fra quella che ora è Synergasias Street e Sant'Hilarion furono costruiti una fermata e un binario di raccordo. Questo faceva parte della vecchia linea e i binari sono ora sepolti nell'asfalto. La linea e la stazione furono chiuse il 31 dicembre 1951. L'edificio della stazione stazione è stato restaurato nel 1995 e un parco lineare è stato costruito lungo oltre un chilometro del vecchio binario.

## Monumenti e luoghi di interesse

### Architetture religiose
Kaimakli ha due chiese, dedicate rispettivamente a Santa Barbara e all'Arcangelo Michele. Quest'ultima possedeva anche un cimitero. A Santa Barbara ci sono alcune interessanti icone antiche, ad esempio una della Vergine Maria risalente al 1763.

## Economia

### Industria

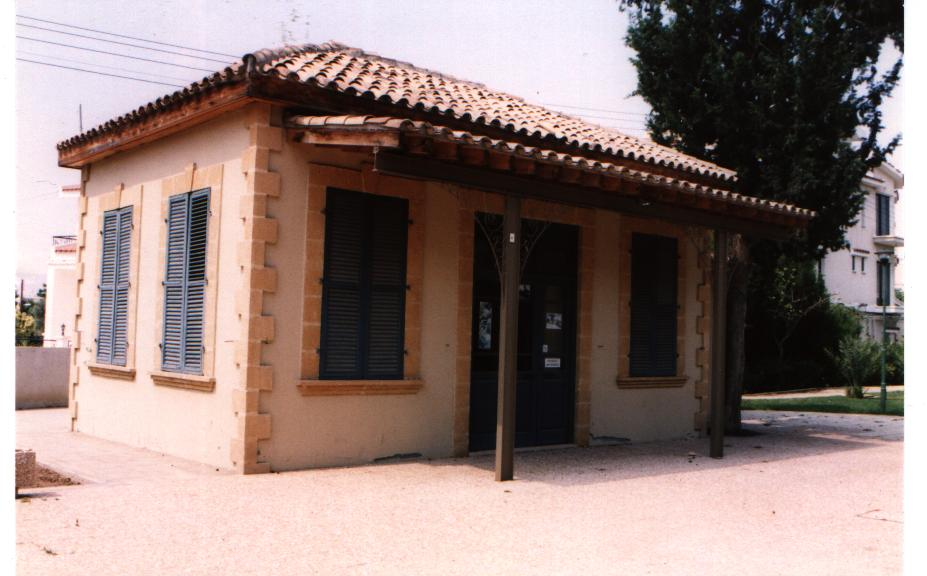
La stazione ferroviaria di Kaimakli

In Viale Synergasias 1 c'è lo stabilimento della Regis Milk Industries, che è un importante produttore di gelato nell'isola.

## Sport
L'A.E. Achilleas Kaïmakliou è un club di basket cipriota fondato nel 1943, che oggi è diviso nelle sezioni di pallacanestro, pallavolo e tennis da tavolo. Esso é parte integrante della comunità di Kaimakli. Il club prende il nome da Achille (in greco Ἀχιλλεύς?) una figura leggendaria della mitologia greca. Inoltre, Kaimakli ha tre squadre di calcio: l'Omonoia Voreios, il Polos Kaimakli e il Morfotikos Kaimakli.